# Ancylorhynchus nomadus
Ancylorhynchus nomadus là một loài ruồi trong họ Asilidae. Ancylorhynchus nomadus được Wiedemann miêu tả năm 1828.